# ウェィカッ!!
「ウェィカッ!!」は、ゆいかおりの楽曲で、6枚目のシングル。2012年10月31日にキングレコードから発売された。

## 概要
前作「君のYELL」から7ヶ月ぶりとなる2012年2枚目のシングル。
本作の発売を記念して、大阪、愛知、東京の計4か所で握手会が行われた。

## 収録曲
1. ウェィカッ!! [4:27]
作詞・作曲・編曲：前山田健一
  - テレビ東京『アニソンぷらす』2012年10月オープニングテーマ
2. ゆびきりCalendar [4:38]
作詞：こだまさおり、作曲・編曲：山崎寛子、ストリングスアレンジ：大久保薫
3. ウェィカッ!!（off vocal ver.）
4. ゆびきりCalendar（off vocal ver.）

DVD（初回限定盤のみ）
1. ウェィカッ!!（MUSIC VIDEO）

## 収録アルバム
| 曲名         | 収録アルバム | 発売日         |
| ------------ | ------------ | -------------- |
| ウェィカッ!! | 『Bunny』    | 2013年10月23日 |